# نيسان كيوب
نيسان كيوب هي سيارة من إنتاج شركة نيسان موتورز.